# Ken Wilber
Kenneth Earl Wilber Jr. (Oklahoma City; 31 de enero de 1949), más conocido como Ken Wilber, es un escritor estadounidense cuyos intereses versan principalmente sobre filosofía, psicología, religiones comparadas, historia, ecología y misticismo. Wilber describe sus logros académicos como "una licenciatura en bioquímica y un doctorado (sin tesis) en bioquímica y biofísica, con una especialización en el mecanismo de los procesos ópticos", pero pronto se decantaría por el abordaje filosófico. Aunque con frecuencia se lo describe como un escritor New Age, su obra es severamente crítica con este movimiento. 
Practicante de distintas técnicas budistas de meditación (en especial zazen) e incluso reconociendo su posición filosófica ampliamente influenciada por Nāgārjuna, Wilber no se identifica como budista.

## Trayectoria
Su trabajo se centra principalmente en distintos estudios sobre la evolución del ser humano y en su interés por promover una integración de la ciencia y la religión, según experiencias de meditadores y místicos, analizando los elementos comunes a las tradiciones místicas de oriente y occidente. En su obra articula distintos aspectos de la psicoterapia y la espiritualidad.
Sus libros tratan sobre filosofía, psicología, antropología, sociología y religión principalmente. Su pensamiento está influido por pensadores como Nāgārjuna, Huston Smith, Ramana Maharshi, Jürgen Habermas, Jean Gebser, Teilhard de Chardin (con quien comparte la intención de crear una teoría que unifique a la ciencia, el arte y la moral), Platón, Hegel, el budismo y el vedānta advaita.
Durante sus primeras épocas como autor (fines de los 70 hasta mediados de los 80) contribuyó al desarrollo de la psicología transpersonal aunque luego se diferenció de esta corriente por considerar que gran parte de sus referentes caían en lo que denominó falacia pre-trans. Desde hace más de una década, comenzó a desarrollar una teoría integral, donde articula de forma transdiciplinaria gran cantidad de perspectivas para abordar el fenómeno humano utilizando el modelo AQAL. Para promover y avanzar con esta propuesta, en 1998 fundó el Instituto Integral, un centro de estudio para investigar las distintas aplicaciones de lo que denomina enfoque integral.
Wilber establece una jerarquización de los distintos ámbitos de la realidad, incluyendo sociedades, visiones del mundo, niveles de conciencia, modelos políticos, etc., desplegándose en cuatro cuadrantes (el interior-individual, el interior-colectivo, el exterior-individual y el exterior-colectivo). En los últimos años ha relacionado su teoría integral con el modelo de la dinámica espiral, desarrollada por Don Beck y Christopher Cowan, denominando vMemes (memes de valor) a los distintos niveles de desarrollo, asignándoles un color diferente a cada uno.
Debido a los profundos cambios en su pensamiento a través de los años y las múltiples derivas inesperadas que condujo su obra, se suele referir cada momento de la misma a una fase específica. Hasta el momento se consideran al menos cinco fases en su recorrido.

## Obras

### Libros
- The Spectrum of Consciousness, 1977, aniv. ed. 1993: ISBN 0-8356-0695-3
- No Boundary: Eastern and Western Approaches to Personal Growth, 1979, reimpresión ed. 2001: ISBN 1-57062-743-6
- The Atman Project: A Transpersonal View of Human Development, 1980, 2ª ed. ISBN 0-8356-0730-5
- Up from Eden: A Transpersonal View of Human Evolution, 1981, nueva ed. 1996: ISBN 0-8356-0731-3
- The Holographic Paradigm and Other Paradoxes: Exploring the Leading Edge of Science (editor), 1982, ISBN 0-394-71237-4
- A Sociable God: A Brief Introduction to a Transcendental Sociology, 1983, nueva ed. 2005 subtitulada Toward a New Understanding of Religion, ISBN 1-59030-224-9
- Eye to Eye: The Quest for the New Paradigm, 1984, tercera rev. ed. 2001: ISBN 1-57062-741-X
- Quantum Questions: Mystical Writings of the World's Great Physicists (editor), 1984, rev. ed. 2001: ISBN 1-57062-768-1
- Transformations of Consciousness: Conventional and Contemplative Perspectives on Development (coautores: Jack Engler, Daniel Brown), 1986, ISBN 0-394-74202-8
- Spiritual Choices: The Problem of Recognizing Authentic Paths to Inner Transformation (coautores: Dick Anthony, Bruce Ecker), 1987, ISBN 0-913729-19-1
- Grace and Grit: Spirituality and Healing in the Life of Treya Killam Wilber, 1991, 2ª ed. 2001: ISBN 1-57062-742-8
- Sex, Ecology, Spirituality: The Spirit of Evolution, 1ª ed. 1995, 2ª rev. ed. 2001: ISBN 1-57062-744-4
- A Brief History of Everything, 1ª ed. 1996, 2ª ed. 2001: ISBN 1-57062-740-1
- The Eye of Spirit: An Integral Vision for a World Gone Slightly Mad, 1997, 3ª ed. 2001: ISBN 1-57062-871-8
- The Essential Ken Wilber: An Introductory Reader, 1998, ISBN 1-57062-379-1
- The Marriage of Sense and Soul: Integrating Science and Religion, 1998, reimpresión ed. 1999: ISBN 0-7679-0343-9
- One Taste: The Journals of Ken Wilber, 1999, rev. ed. 2000: ISBN 1-57062-547-6
- Integral Psychology: Consciousness, Spirit, Psychology, Therapy, 2000, ISBN 1-57062-554-9
- A Theory of Everything: An Integral Vision for Business, Politics, Science and Spirituality, 2000, rústica ed.: ISBN 1-57062-855-6
- Speaking of Everything (entrevista de audio de 2 horas en CD), 2001
- Boomeritis: A Novel That Will Set You Free, 2002, rústica ed. 2003: ISBN 1-59030-008-4
- Kosmic Consciousness (entrevista de audio de 12 horas y media en diez CD), 2003, ISBN 1-59179-124-3
- Con Cornel West, comentarios sobre The Matrix, The Matrix Reloaded y The Matrix Revolutions y aparición en Return To Source: Philosophy & The Matrix y The Roots Of The Matrix, ambas en The Ultimate Matrix Collection, 2004
- The Simple Feeling of Being: Visionary, Spiritual, and Poetic Writings, 2004, ISBN 1-59030-151-X (seleccionado de trabajos anteriores)
- The Integral Operating System (una introducción de 69 páginas sobre AQAL con DVD y 2 CD de audio), 2005, ISBN 1-59179-347-5
- Productor ejecutivo de los DVD de Stuart Davis Between the Music: Volume 1 and Volume 2.
- Integral Spirituality: A Startling New Role for Religion in the Modern and Postmodern World, 2006, ISBN 1-59030-346-6
- The One Two Three of God (3 CDs; entrevista, 4º CD; meditación guiada; complemento de Integral Spirituality), 2006, ISBN 1-59179-531-1
- Integral Life Practice Starter Kit (cinco DVD, dos CD, tres folletos), 2006, ISBN 0-9772275-0-2
- The Integral Vision: A Very Short Introduction to the Revolutionary Integral Approach to Life, God, the Universe, and Everything, 2007, ISBN 1-59030-475-6
- The Integral Vision: A Very Short Introduction, 2007, ISBN 9781611806427
- Integral Life Practice: A 21st-Century Blueprint for Physical Health, Emotional Balance, Mental Clarity, and Spiritual Awakening, 2008, ISBN 1-59030-467-5
- The Pocket Ken Wilber, 2008, ISBN 1-59030-637-6
- The Integral Approach: A Short Introduction by Ken Wilber, eBook, 2013, ISBN 9780834829060
- The Fourth Turning: Imagining the Evolution of an Integral Buddhism, eBook, 2014, ISBN 9780834829572
- Wicked & Wise: How to Solve the World's Toughest Problems, con Alan Watkins, 2015, ISBN 978-1-909273-64-1
- Integral Meditation: Mindfulness as a Way to Grow Up, Wake Up, and Show Up in Your Life, 2016, ISBN 9781611802986
- The Religion of Tomorrow: A Vision For The Future of the Great Traditions, 2017, ISBN 978-1-61180-300-6
- Trump and a Post-Truth World, 2017, ISBN 9781611805611
- Integral Buddhism: And the Future of Spirituality, 2018, ISBN 1611805600
- Integral Politics: Its Essential Ingredients, eBook, 2018
- Grace and Grit, 2020, Shambhala, ISBN 9781611808490
- Finding Radical Wholeness: The Integral Path to Unity, Growth, and Delight, 2024, Shambhala, ISBN 978-1645471851
- A Post-Truth World: Politics, Polarization, and a Vision for Transcending the Chaos, Shambhala, 2024 ISBN 9781645473558

### Audiolibros
- A Brief History of Everything. Shambhala Audio, 2008. ISBN 978-1-59030-550-8
- Kosmic Consciousness. Sounds True Incorporated, 2003. ISBN 9781591791249

### Adaptaciones
El relato de Wilber sobre la enfermedad y muerte de su esposa Treya, Grace and Grit (1991), se estrenó como largometraje protagonizado por Mena Suvari y Stuart Townsend en 2021.

## Edición en castellano
- En busca de la totalidad. Una visión más allá de la religión. Barcelona: Kairós. 2025. ISBN 978-84-1121-339-4.
- Trump y la posverdad. Barcelona: Kairós. 2018. ISBN 9788499886503.
- La religión del futuro. Una visión integradora de las grandes tradiciones espirituales. Barcelona: Kairós. 2018. ISBN 9788499886343.
- El cuarto giro. Evolucionando hacia un budismo integral. Barcelona: Kairós. 2016. ISBN 9788499884844.
- Meditación integral. Mindfulness para despertar y estar presentes en nuestra vida. Barcelona: Kairós. 2016. ISBN 9788499885292.
- Wilber, Patten, Leonard & Morelli (2010). La práctica integral de vida. Programa orientado al desarrollo de la salud física, el equilibrio emocional, la lucidez mental y el despertar espiritual del ser humano del siglo XXI. Barcelona: Kairós. ISBN 978-84-7245-751-5.
- La visión integral. Introducción al revolucionario enfoque sobre la vida, Dios y el Universo. Barcelona: Kairós. 2008. ISBN 978-84-7245-681-5.
- Espiritualidad integral. El nuevo papel de la religión en el mundo actual. Barcelona: Kairós. 2007. ISBN 978-84-7245-655-6.
- La pura conciencia del ser. Barcelona: Kairós. 2006. ISBN 978-84-7245-626-6.
- Boomeritis. Un camino hacia la liberación. Barcelona: Kairós. 2004. ISBN 978-84-7245-566-5.
- Una teoría de todo. Una visión integral de la empresa, la política, la ciencia y la espiritualidad. Barcelona: Kairós. 2001. ISBN 978-84-7245-495-8.
- Antología. Textos escogidos. Barcelona: Kairós. 2001. ISBN 978-84-7245-491-0.
- Una visión integral de la psicología. México: Alamah. 2000. ISBN 978-968-19-0801-0.
- Diario. Barcelona: Kairós. 2000. ISBN 978-84-7245-438-5.
- Ciencia y religión. El matrimonio entre el alma y los sentidos. Barcelona: Kairós. 1998. ISBN 978-84-7245-410-1.
- El ojo del espíritu. Una visión integral para un mundo que está enloqueciendo poco a poco. Barcelona: Kairós. 1998. ISBN 978-84-7245-393-7.
- Breve historia de todas las cosas. Barcelona: Kairós. 1997. ISBN 978-84-7245-365-4.
- Sexo, ecología y espiritualidad. El alma de la evolución. 1 y 2. Madrid: Gaia Ediciones. 1996. ISBN 978-84-8824-236-5.
- Gracia y coraje en la vida y en la muerte de Treya Killam Wilber. Madrid: Gaia Ediciones. 1995. ISBN 978-84-88242-25-9.
- Después del Edén. Una visión transpersonal de la evolución humana. Barcelona: Kairós. 1995. ISBN 978-84-7245-332-6.
- Psicología integral. Barcelona: Kairós; Aguilar. 1994, 2025. ISBN 978-84-7245-311-1 / ISBN 978-84-03-52542-9.
- Los tres ojos del conocimiento. La búsqueda de un nuevo paradigma. Barcelona: Kairós. 1991. ISBN 978-84-7245-323-4.
- El espectro de la conciencia. Barcelona: Kairós. 1990. ISBN 978-84-7245-212-1.
- El proyecto Atman. Una visión transpersonal del desarrollo humano. Barcelona: Kairós. 1989. ISBN 978-84-7245-302-9.
- Un dios sociable. Introducción a la sociología trascendental. Barcelona: Kairós. 1988. ISBN 978-84-7245-181-0.
- Cuestiones cuánticas. Escritos místicos de los físicos más famosos del mundo. Barcelona: Kairós. 1987. ISBN 978-84-7245-172-8.
- El paradigma holográfico. Una exploración en las fronteras de la ciencia. Barcelona: Kairós. 1987. ISBN 978-84-7245-173-5.
- La conciencia sin fronteras. Aproximaciones de Oriente y Occidente al crecimiento personal. Barcelona: Kairós. 1985. ISBN 978-84-7245-067-7.

Sobre Ken Wilber
- Grinberg, Miguel (2005). Ken Wilber y la psicología integral. Madrid: Campo de Ideas. ISBN 978-84-96089-21-1.
- Visser, Frank (2004). Ken Wilber o la pasión del pensamiento. Barcelona: Kairós. ISBN 978-84-7245-561-0.